# Barió Omega
En física de partícules, els barions Omega són una família d'hadrons que es representen amb el símbol Ω i tenen càrrega elèctrica +2, +1, 0, o -1. Són barions, és a dir hadrons constituïts per 3 quarks, però només amb combinacions de quarks estrany, encant i bellesa (és a dir, sense cap quark amunt, avall, ni top).
El primer barió Omega descobert va ser el Ω-, format per tres quarks estranys, el 1964. El seu descobriment va ser un triomf del model dels quarks, ja que la seva existència, massa i productes de desintegració varen ser predits el 1961 pel físic estatunidenc Murray Gell-Mann i, independentment, pel físic israelià Yuval Ne'eman. A més del Ω-, el barió Omega encantat (Ω0c) va ser descobert l'any 1985, on un quark estrany és substituït per un quark encant. El Ω decau només mitjançant la interacció feble i, per tant, té una vida mitjana relativament llarga. El model de quark prediu els valors d'spin (J) i de paritat (P) dels barions Omega.

## Barions Omega
| Partícula                      | Símbol | Composició de quarks | Massa en repòs MeV/c2) | JP  | Q (e) | S  | C  | B' | Vida mitjana (s)  | Desintegracions                         |
| ------------------------------ | ------ | -------------------- | ---------------------- | --- | ----- | -- | -- | -- | ----------------- | --------------------------------------- |
| Omega                          | Ω-     | sss                  | 1.672,45±0,29          | 32+ | −1    | −3 | 0  | 0  | (8,21±0,11)×10−11 | Lambda0 + Kaon- o Xi0 + Pi- o Xi- + Pi0 |
| Omega0 encantat                | Ω0c    | ssc                  | 2.697,5±2,6            | 12+ | 0     | −2 | +1 | 0  | (268±24)×10−15    | See                                     |
| Omega bottom                   | Ω-b    | ssb                  | 6.054,4±6,8            | 12+ | −1    | −2 | 0  | −1 | (1,13±0,53)×10−12 | Omega- + J/Psi (vist)                   |
| Omega doble encantat†          | Ω+cc   | scc                  |                        | 12+ | +1    | −1 | +2 | 0  |                   |                                         |
| Omega doble encantat-bellesa†  | Ω0cb   | scb                  |                        | 12+ | 0     | −1 | +1 | −1 |                   |                                         |
| Omega doble bottom             | Ω-bb   | sbb                  |                        | 12+ | −1    | −1 | 0  | −2 |                   |                                         |
| Omega encantat triple†         | Ω++ccc | ccc                  |                        | 32+ | +2    | 0  | +3 | 0  |                   |                                         |
| Omega doble encantat bellesa†  | Ω+cb   | ccb                  |                        | 12+ | +1    | 0  | +2 | −1 |                   |                                         |
| Omega0 doble encantat bellesa† | Ω0cb   | cbb                  |                        | 12+ | 0     | 0  | +1 | −2 |                   |                                         |
| Omega triple bottom†           | Ω-bbb  | bbb                  |                        | 32+ | −1    | 0  | 0  | −3 |                   |                                         |

Estructura de quarks del barió Omega (Ω^{-})

†ː Partícula (o quantitat, p.ex. spin) no observada.
El descobriment de la partícula Ωb, un barió "doblement estrany" format per dos quarks estranys i un quark b, va ser anunciat el 2008 per l'experiment DØ al Tevatron (Laboratori Nacional de l'Accelerador Fermi). Tanmateix, la massa reportada de 6.165±16 MeV/c2 era significativament més alta de l'esperada en el model de quarks. Posteriorment l'experiment CDF va mesurar una massa de 6.054,4±6,8 MeV/c2, que estava en excel·lent acord amb la predicció teòrica. El 2013 la col·laboració LHCb va publicar una mesura de la massa del Ωb que era coherent amb, però més precisa que, el resultat de CDF.
El març de 2017, la col·laboració LHCb va anunciar l'observació de cinc nous ressonàncies fines Ω0c desintegrant-se en el canal \u039e+c K\u2212, on el \u039e+c es va reconstruir en el mode de decaïment K\u2212\u03c0+. S'anomenen els estats Ω(3000)0, Ω(3050)0, Ω(3066)0, Ω(3090)0 i Ω(3119)0. Les seves masses i amplades varen ser mesurades, però no es van poder determinar els seus nombres quàntics a causa del gran fons present a la mostra.